# Лудинг-Ротенбургер, Криста
Кри́ста Лу́динг-Ро́тенбургер (нем. Christa Luding-Rothenburger, род. 4 декабря 1959 года в Вайсвассере, Дрезден) — восточногерманская (конькобежка и велогонщица). Участница четырёх зимних Олимпиад (1980, 1984, 1988 и 1992) и одной летней (1988). 2-кратная чемпионка зимних Олимпийских игр 1984 и 1988 года, 2-кратная чемпионка мира и 6-кратная призёр чемпионатов мира, 3-кратная обладательница Кубка мира, 8-кратная чемпионка ГДР и 12-кратная призёр, 3-кратная чемпионка объединённой Германии в конькобежном спорте. Серебряный призёр летних Олимпийских игр 1988 года, чемпионка мира и серебряный призёр чемпионата мира, 8-кратная чемпионка ГДР в велоспорте. Первая в истории женщина, выигравшая медали на зимних и летних Олимпийских играх в разных видах спорта.

### Биография
Криста Ротенбургер записалась в секцию фигурного катания в возрасте 6 лет и по три раза в неделю в течение долгого времени она посещала тренировки. В 1970 году в Вайсвассере открыли каток для занятий скоростным бегом на коньках, Криста решила попробовать свои силы в этом виде спорта. В 1974 году она стала членом клуба "Айнхайт" в Дрездене и начала тренироваться под руководством Хорста Майнхарда. Успехи на большом льду пришли не сразу.
В 1975 году она впервые участвовала на крупном турнире, детско-юношеской спартакиаде ГДР, и в сумме многоборья поднялась на 13-е место. Через год дебютировала одновременно на юниорском и взрослом чемпионате ГДР, но больших успехов не сыскала. Уже в 1977 году выиграла бронзу на чемпионате ГДР в спринтерском многоборье, а следующие два года становилась второй. В 1979 году Криста дебютировала на чемпионате мира в спринтерском многоборье в Инцелле и сразу стала бронзовым призёром.
24 ноября 1979 года Ротенбургер установила мировое достижение на дистанции 500 м для равнинных катков в Берлине. Следом одержала победу на чемпионате ГДР в забеге на 500 м и стала 2-й на 1000 м. На предолимпийском спринтерском чемпионате заняла 4-е место, а на зимних Олимпийских играх в Лейк-Плэсиде на дистанциях 500 и 1000 м заняла 12-е и 18-е места соответственно. Она продолжала упорно тренироваться, пробовала свои силы в соревнованиях по лёгкой атлетике, волейболу, гимнастике, плаванию, бегала на коротких дорожках на коньках. 
Её тренер Эрнст Людинг (за которого она позже выйдет замуж) в 1980 году посоветовал ей заняться велоспортом в межсезонье. Он считал, что езда на велосипеде и катание на коньках имеют схожие требования к скорости и силе. Тренировки помогли Ротенбургер. Правда результаты пошли не сразу. В 1981 году стала чемпионкой ГДР в спринте и не уступала первенство до 1986 года, но на чемпионате мира в спринтерском многоборье вновь была 4-й, а через год 6-й. И только в 1983 году заняла 3-е место в спринте на чемпионате мира в Хельсинки.
В 1984 году на зимних Олимпийских играх в Сараево Криста завоевала золотую медаль в забеге на 500 м и заняла 5-е место на 1000 м. С 1985 по 1989 год выигрывала чемпионат ГДР на дистанции 500 м. В сезоне 1985/86 выиграла Кубок мира на дистанции 500 м в общем зачёте, а в 1987 году в третий раз стала бронзовым призёром спринтерского чемпионата мира.
В сезоне 1987/88 она стала обладательницей Кубка мира на дистанциях 500 и 1000 м. В феврале того года завоевала золото спринтерского чемпионате мира в Уэст-Аллисе.
На зимних Олимпийских играх в Калгари вновь стала Олимпийской чемпионкой, на этот раз на дистанции 1000 м и стала 2-й на 500 м. В сезоне 1988/89 Криста в третий раз выиграла Кубок мира на дистанции 500 м и стала серебряным призёром на спринтерском чемпионате мира в Херенвене. Сезон 1989/90 она пропустила из-за беременности, тогда же родила первого сына. 
После пропущенного сезона вернулась в спорт и выиграла чемпионат страны на дистанциях 500 и 1000 м, но в спринтерском многоборье не попала на подиум не на чемпионате ГДР , не на мировом первенстве, где стала только 6-й. Сезон 1991/92 начала вяло, без подиумов, но на зимних Олимпийских играх в Альбервиле поднялась на 3-е место в забеге на 500 м и заняла 8-е место на 1000 м. Следом выиграла чемпионат ГДР в спринте и стала третьей на спринтерском чемпионате мира в Осло. В том же 1992 году завершила карьеру спортсменки. 

## Велоспорт
С 1980 года Криста начала профессионально совмещать коньки с велоспортом и с того же года по 1988 год стала 8-кратной чемпионкой страны.
В 1986 году стала чемпионкой мира в спринте на велосипеде. Достижение Лудинг-Ротенбургер, ставшей в 1988 году вице-чемпионкой Сеульской олимпиады в спринте, уникально тем, что до неё никому не удавалось в один год завоевать медали и на летних, и на зимних Играх. В финале сеульского спринта Криста уступила советской велогонщице Эрике Салумяэ. 

### Личная жизнь и семья
16 апреля 1988 года Криста вышла замуж за своего тренера Эрнста Лудинга, после чего стала носить двойную фамилию Лудинг-Ротенбургер. Она и в настоящее время участвует в любительских соревнованиях по велоспорту. После спортивной карьеры Криста прошла профессиональную подготовку в качестве бизнес-менеджера. Она руководит успешной транспортной компанией в Дрездене. Её муж Эрнст после тренерской деятельности работал водителем грузовика в качестве газетчика. Постепенно он расширил автопарк. У них двое сыновей. Старший Макс 1989 года рождения и младший Пол - 1994 года, который занимается велоспортом и скандинавской ходьбой. 5 мая 2022 года в возрасте 79 лет Эрнст Лудинг умер у себя дома.

## Результаты выступлений

### Конькобежный спорт
| Год  | Олимпийские игры     | Чемпионат мира по спринту |
| ---- | -------------------- | ------------------------- |
| 1979 |                      | 3                         |
| 1980 | 12e 500 м 18e 1000 м | 4e                        |
| 1981 |                      | 4e                        |
| 1982 |                      | 6e                        |
| 1983 |                      | 3                         |
| 1984 | 500 м · 5e 1000 м    |                           |
| 1985 |                      | 1                         |
| 1986 |                      | 2                         |
| 1987 |                      | 3                         |
| 1988 | 500 м · 1000 м       | 1                         |
| 1989 |                      | 2                         |
| 1990 |                      |                           |
| 1991 |                      | 6e                        |
| 1992 | 500 м · 8e 1000 м    | 3                         |

### Трековый велоспорт
| Год  | Олимпийские игры | Чемпионат мира |
| ---- | ---------------- | -------------- |
| 1986 |                  | — спринт       |
| 1987 |                  | — спринт       |
| 1988 | — спринт         |                |